# Сен-Луає-де-Шам
Сен-Луає́-де-Шам (фр. Saint-Loyer-des-Champs) — колишній муніципалітет у Франції, у регіоні Нормандія, департамент Орн. Населення — 406 осіб (2011).
Муніципалітет був розташований на відстані близько 175 км на захід від Парижа, 65 км на південний схід від Кана, 31 км на північ від Алансона.

## Історія
До 2015 року муніципалітет перебував у складі регіону Нижня Нормандія. Від 1 січня 2016 року належав до нового об'єднаного регіону Нормандія.
1 січня 2015 року Сен-Луає-де-Шам, Марсе, Сен-Кристоф-ле-Жажоле i Вриньї було об'єднано в новий муніципалітет Буашампре.

## Демографія
Динаміка населення (INSEE ):
Розподіл населення за віком та статтю (2006):
| Стать | Всього | До 15 років | 15-24 | 25-44 | 45-64 | 65-85 | Понад 85 |
| --- | ------ | ----------- | ----- | ----- | ----- | ----- | -------- |
| Чоловіки | 200    | 48          | 20    | 64    | 56    | 12    | 0        |
| Жінки | 184    | 36          | 20    | 64    | 52    | 12    | 0        |
| \| Статево-вікова піраміда \| Статево-вікова піраміда \| Статево-вікова піраміда \| \| ----------------------- \| ----------------------- \| ----------------------- \| \| Чоловіки \| Вік \| Жінки \| \| 0 \| 85 + \| 0 \| \| 0 \| 80-84 \| 0 \| \| 4 \| 75-79 \| 0 \| \| 4 \| 70-74 \| 4 \| \| 4 \| 65-69 \| 8 \| \| 4 \| 60-64 \| 4 \| \| 20 \| 55-59 \| 8 \| \| 20 \| 50-54 \| 24 \| \| 12 \| 45-49 \| 16 \| \| 32 \| 40-44 \| 20 \| \| 4 \| 35-39 \| 20 \| \| 20 \| 30-34 \| 12 \| \| 8 \| 25-29 \| 12 \| \| 8 \| 20-24 \| 8 \| \| 12 \| 15-20 \| 12 \| \| 16 \| 10-14 \| 8 \| \| 24 \| 5-9 \| 0 \| \| 8 \| 0-4 \| 28 \| |        |             |       |       |       |       |          |
| Статево-вікова піраміда |        |             |       |       |       |       |          |
| Чоловіки | Вік    | Жінки       |       |       |       |       |          |
| 0 | 85 +   | 0           |       |       |       |       |          |
| 0 | 80-84  | 0           |       |       |       |       |          |
| 4 | 75-79  | 0           |       |       |       |       |          |
| 4 | 70-74  | 4           |       |       |       |       |          |
| 4 | 65-69  | 8           |       |       |       |       |          |
| 4 | 60-64  | 4           |       |       |       |       |          |
| 20 | 55-59  | 8           |       |       |       |       |          |
| 20 | 50-54  | 24          |       |       |       |       |          |
| 12 | 45-49  | 16          |       |       |       |       |          |
| 32 | 40-44  | 20          |       |       |       |       |          |
| 4 | 35-39  | 20          |       |       |       |       |          |
| 20 | 30-34  | 12          |       |       |       |       |          |
| 8 | 25-29  | 12          |       |       |       |       |          |
| 8 | 20-24  | 8           |       |       |       |       |          |
| 12 | 15-20  | 12          |       |       |       |       |          |
| 16 | 10-14  | 8           |       |       |       |       |          |
| 24 | 5-9    | 0           |       |       |       |       |          |
| 8 | 0-4    | 28          |       |       |       |       |          |

## Економіка
2010 року серед 286 осіб працездатного віку (15—64 років) 217 були активними, 69 — неактивними (показник активності 75,9%, у 1999 році було 71,4%). З 217 активних мешканців працювали 204 особи (107 чоловіків та 97 жінок), безробітними було 13 (8 чоловіків та 5 жінок). Серед 69 неактивних 19 осіб було учнями чи студентами, 33 — пенсіонерами, 17 були неактивними з інших причин.

У 2010 році в муніципалітеті числилось 139 оподаткованих домогосподарств, у яких проживали 396,0 особи, медіана доходів виносила 19 412 євро на одного особоспоживача